# Laguna Oca
Laguna Oca är en sjö i Argentina.   Den ligger i provinsen Formosa, i den nordöstra delen av landet, 900 km norr om huvudstaden Buenos Aires. Laguna Oca ligger 50 meter över havet. Arean är 4,5 kvadratkilometer. Den sträcker sig 6,2 kilometer i nord-sydlig riktning, och 4,2 kilometer i öst-västlig riktning.
Trakten runt Laguna Oca består huvudsakligen av våtmarker. Runt Laguna Oca är det mycket glesbefolkat, med 7 invånare per kvadratkilometer.